# Club Kakushin
El Club Kakushin (japonés: 革新倶楽部, "Club reformista") fue un partido político en Japón.

## Historia
El partido se estableció el 8 de noviembre de 1922 como una fusión del Rikken Kokumintō (29 miembros de la Dieta Nacional), el Club Mushozoku (14 miembros de la Dieta) y tres independientes. Dominado por la influencia de Inukai Tsuyoshi, el Club Kakushin fue el partido más democrático de su época en Japón; apoyó la democratización de la política mediante la introducción inmediata del sufragio universal masculino y la elección de gobernadores prefecturales. También apoyó reformas a la economía y la educación, y una política exterior internacionalista, y atrajo la atención debido al número relativamente alto de miembros femeninos.
En 1923, el partido sostuvo conversaciones con el Kenseikai sobre una fusión, pero las dos partes no pudieron llegar a un acuerdo sobre quién lideraría el nuevo partido. Sin embargo, después de las elecciones de 1924 en las que el Club Kakushin ganó 30 escaños, se unió al gobierno de coalición liderado por Katō Takaaki del Kenseikai, junto con elRikken Seiyūkai.
En mayo de 1925, el partido se dividió, con 18 miembros de la Dieta uniéndose al Rikken Seiyūkai, ocho fusionándose con el Club Chūsei para formar el Club Shinsei y los otros dos sentados como independientes.